# Tome, Miyagi
Tome (登米市 Tome-shi) là một thành phố thuộc tỉnh Miyagi, Nhật Bản.